# Абовин-Егидес, Пётр Маркович
Пётр Ма́ркович Абовин-Егидес (15 сентября 1917, Киев — 13 мая 1997, Кретей) — советский и российский учёный-философ, публицист, педагог, общественный деятель, диссидент, социалист.

## Биография
Родился 15 сентября 1917 года в Киеве, в семье Меера Шулимовича Егидеса (1875—1920), уроженца Синявы Васильковского уезда Киевской губернии. Дед был мельником. Отец был расстрелян 19 сентября 1920 года, когда сыну было три года, и он через некоторое время попал в детский дом. Учился на рабфаке. В 1932 году был направлен в школу села Лопатичи Житомирской области учителем истории, одновременно экстерном закончил десятилетнюю школу в районном центре. В 1936 году поступил на философский факультет Московского института философии, литературы и истории.
Ушёл добровольцем на фронт, попал в плен. Ему удалось бежать из плена, но он был арестован, отправлен в фильтрационный лагерь под Вологдой, а затем в Воркуту. Приговорён к 10 годам лагерей. Прошёл через несколько тюрем и лагерей в Коми АССР и в Архангельской области. В конце 1948 года был реабилитирован.
В 1949 году он вернулся в Москву, однако не мог устроиться на работу и уехал во Львов; работал преподавателем в педучилище. В 1953 году проживал с женой в Пензе. Стремясь участвовать в реализации решений сентябрьского Пленума ЦК КПСС о развитии сельского хозяйства, решил переехать на село. Был назначен председателем колхоза «Рассвет» в село Санниковка Тамалинского района Пензенской области.
С 1959 года Абовин-Егидес вновь вернулся к преподавательской и научной работе, печатался в центральных журналах. В 1964 году защитил диссертацию на соискание степени кандидата философских наук; тема диссертации: «Проблема смысла жизни и её решение в марксистской этике». С 1966 года преподавал в университете Ростова-на-Дону.
С 1967 года начал активно участвовать в правозащитном движении — направлять в Политбюро ЦК КПСС письмо с требованиями и предложениями, среди которых освобождение Синявского и Даниэля, проведение выборов с альтернативными кандидатами, преобразование газеты «Правда» из органа ЦК КПСС в газету всей партии, реорганизация колхозов в действительно коллективные хозяйства крестьян. В 1969 году был арестован с предъявлением обвинения «клевета на советский государственный строй»; направлен в психиатрическую больницу под предлогом проведения экспертиз. Освобождён в 1972 году.
В 1978 году вместе со своими товарищами начал выпускать самиздатовский журнал «Поиски», который перестал выходить в конце 1980 года. За этот период вышло 8 номеров тиражом в 20—30 экземпляров. В журнале совершалась попытка вступить в открытый теоретический диалог с властями по поводу сущности советского строя.
В 1980 году Абовина-Егидеса выслали за границу, он жил в Кретейе под Парижем, где и похоронен.
В. Ж. Келле писал:

Это был социально очень активный человек, борец, ярый демократ и социалист. Одно время он даже работал председателем колхоза. Когда в СССР началось диссидентское движение, он попал в число подозреваемых из-за своей активной борьбы за демократию. Его сначала посадили в психушку, а затем выслали.

В начале 1990-х годов Абовин-Егидес часто приезжал в Россию, выступал с лекциями. В 1992 году ему было возвращено российское гражданство. Он сблизился с неосоциалистическими движениями в постсоветской России. Яростно критиковал «гайдаровские» реформы. На выборах в Государственную Думу РФ 1995 года баллотировался по партийному списку Партии самоуправления трудящихся Святослава Фёдорова.

## Творчество
Абовин-Егидес одним из первых советских учёных стал доказывать, что в Советском Союзе не было социализма, а был «симбиоз государственного рабовладения, государственного феодализма и элементов государственного капитализма». Таким образом он пришёл к выводу о необходимости разделения социализма и сталинизма. Что касается социализма, важнейшими его чертами Абовин-Егидес считал свободу, самоуправление и демократию.
Особое внимание П. М. Абовин-Егидес уделял самоуправляющимся трудовым коллективам с выборностью руководителей. Сеть самоуправляющихся предприятий и хозяйств должна составлять, по его мнению, сердцевину новой социалистической экономической системы, причём между предприятиями устанавливаются рыночные отношения («социалистический рынок»).
В статье «Хождение великой идеи по мукам» Абовин-Егидес писал:

… Социализм в его современном истолковании можно определить как общество универсального самоуправления или как общество осуществлённого панперсонализма. … «Убийственный» аргумент тоскующих по капитализму: социализм не способен накормить и одеть народ и «доказательство» тому — пустые полки в магазинах. Пустые полки, увы, это факт. Но виноват в этом не социализм, виновато его отсутствие. Социализм же, самоуправленческие трудовые коллективы, колхозы (кстати, именно они вырастили в прошлом году отличный урожай, а его огромные потери — вина не их, а правительства) могут накормить и одеть население.

## Основные работы
- Андрей Сахаров (Трагедия великого гуманиста) — Париж: Поиски, 1985. — 314 с.
- … И моя вина. Меморандум всем, кто заинтересован в демократическом движении в СССР. — Париж, 1987.
- Сквозь ад: «в поисках третьего пути». — М.: Молодая гвардия, 1991. — 368 с.
- Как каждому стать богатым. Манифест сторонников самоуправления трудящихся (проект). — Москва-Париж: «Поиски», 1994.
- Самый нормальный человек в России. К практицизму Святослава Фёдорова от критицизма Александра Солженицына. Ч. 1. — Москва-Париж: «Поиски», 1996; М., 1996.
- Философ в колхозе. — М.: 1998.